# Direkt val
Direkt val är ett val där de röstberättigade väljarna direkt utser ledamöterna till en beslutande församling.
Sveriges val till riksdag och kommun är exempel på direkta val, eftersom väljarna väljer personer som kandiderar för ett parti. Däremot är valet av statsminister och valet av ledamöter till riksdagens utskott inte direkta val eftersom det är de direkt valda riksdagsledamöterna som väljer dessa. Sådana val, som görs av representanter kallas indirekta val.
Ytterligare exempel är presidentvalet i Finland och Frankrike som är direkta val, där väljarna väljer vem som skall bli president, medan motsvarande val i USA är ett indirekt val, där väljarna väljer elektorer som i sin tur väljer president.